# Oporelu
Oporelu là một xã thuộc hạt Olt, România. Dân số thời điểm năm 2002 là 1290 người.